# Kami Garcia
Kami Garcia (25 maart 1972) is een Amerikaanse schrijfster van onder andere Beautiful Creatures. Zij groeide op in Washington D.C., waar zij na haar opleiding werkzaam was in het onderwijs totdat ze verhuisde naar Los Angeles.

## Caster Chronicles
Samen met Margaret Stohl schreef zij de zogenaamde Caster Chronicles, waarvan Beautiful Creatures (2009) het eerste deel is. Deze boekenserie wordt geschaard onder de genres young adult en  fantasy. De boeken spelen zich af in het fictieve plaatsje Gatling, South Carolina, rondom een groep bewoners, vrienden, heksen (in de boeken 'casters' genoemd) en andere magische wezens. Het eerste deel werd een bestseller en stond op de New York Times-bestsellerlijst. Het boek is vertaald in 39 talen en uitgegeven in 50 landen. In 2013 is het boek verfilmd.
Tot en met 2012 zijn er vier boeken en één novelle (deze laatste als e-boek) verschenen in de serie.

### Romans
- Broken Beautiful Hearts (2018)
- The X-Files Origins: Agent of Chaos
- The Lovely Reckless (2016)

Serie Caster Chronicles:
1. Beautiful Creatures (2009), Nederlandse vertaling: Betoverd
2. Beautiful Darkness, Nederlandse vertaling: Vervloekt
3. Dream Dark (2011), e-boek
4. Beautiful Chaos (2011), Nederlandse vertaling: Chaos
5. Beautiful Redemption (2012), Nederlandse vertaling: De aflossing

Serie Dangerous Creatures (een spin-off van de voorgaande serie):
1. Dangerous Dream (2013), e-boek
2. Dangerous Creatures (2014)
3. Dangerous Deception (2015)

Serie Legion:
1. Unbreakable, Nederlandse vertaling: Onbreekbaar
2. Unmarked, Nederlandse vertaling: Ongemerkt

### Korte verhalen
- Red Run, uitgegeven in Enthralled: Paranormal Diversions (2011)
- Improbable Futures

### Stripromans
- Teen Titans: Raven
- Teen Titans: Beast Boy

- Bibsys: 12057324
- Biblioteca Nacional de España: XX4959362
- Bibliothèque nationale de France: cb16169803t (data)
- Catàleg d'autoritats de noms i títols de Catalunya: 981058512089206706
- Gemeinsame Normdatei: 1028519036
- International Standard Name Identifier: 0000 0001 2022 1554
- Library of Congress Control Number: n2008080954
- Nationale Bibliotheek van Letland: 000157111
- Bibliotheek van het Japanse parlement: 001157835
- Nationale Bibliotheek van Tsjechië: xx0134890
- Nationale bibliotheek van Australië: 53812124
- Nationale Bibliotheek van Israël: 987007521174305171
- Nationale Bibliotheek van Polen: a0000002455425
- Nationale en Universitaire bibliotheek Zagreb: 000567250
- Nederlandse Thesaurus van Auteursnamen: 326175067
- Système universitaire de documentation: 15878698X
- Virtual International Authority File: 21622465
- WorldCat: E39PBJwd9rhwFRtPJGFcqBWbh3